# Zwężenie
Zwężenie − stan, który można wyobrazić sobie jako zachowanie człowieka, którego pole widzenia świata zewnętrznego uległo znacznemu ograniczeniu (jak przez "dziurkę od klucza"). Występuje w tym stanie znaczne ograniczenie lub zniesienie kontaktu z otoczeniem, a zachowanie i reakcje pacjenta może być całkowicie niezrozumiałe i nieadekwatne do sytuacji rzeczywistej. Nawiązanie kontaktu z tą osobą praktycznie nie udaje się. Orientacja (oceniana na podstawie zachowania) wydaje się być zaburzona we wszystkich aspektach. Po ustąpieniu zwężenia świadomości występuje zwykle niepamięć całkowita.